# 穴吹町
穴吹町（あなぶきちょう）は、徳島県美馬郡にあった町である。
2005年3月1日、美馬町、脇町、木屋平村と合併して美馬市となった。かつての町域は現在の美馬市穴吹町三島・穴吹町穴吹・穴吹町口山・穴吹町古宮となっている。

## 地理
- 山：三ツ頭山、八面山
- 川：吉野川、穴吹川

## 歴史
- 1889年（明治22年）10月1日 - 町村制の施行により、穴吹村・拝村の区域をもって穴吹村が発足。
- 1924年（大正13年）1月26日 - 穴吹村が町制施行して穴吹町となる。
- 1955年（昭和30年）3月31日 - 口山村・古宮村・三島村と合併し、改めて穴吹町が発足。
- 1976年（昭和51年）9月12日 - 台風17号が接近。古宮地区では土石流が発生、人的被害は無かったが穴吹高校穴吹分校のほか民家28戸が流失、約30戸が全半壊した[1]。
- 2005年（平成17年）3月1日 - 脇町・美馬町・木屋平村と合併して美馬市が発足。同日穴吹町廃止。

## 教育

### 高等学校
- 徳島県立穴吹高等学校

### 中学校
- 美馬市立穴吹中学校（旧：穴吹町立穴吹中学校）
- 美馬市立三島中学校（旧：穴吹町立三島中学校）

### 小学校
- 美馬市立穴吹小学校（旧：穴吹町立穴吹小学校）
- 美馬市立三島小学校（旧：穴吹町立三島小学校）
- 美馬市立初草小学校（旧：穴吹町立初草小学校）
- 美馬市立宮内小学校（旧：穴吹町立宮内小学校）

## 交通

### 鉄道路線
- 四国旅客鉄道（JR四国）
  - 徳島線: 穴吹駅 - 小島駅

### 道路
一般国道
- 国道192号
- 国道193号
- 国道492号

都道府県道
- 徳島県道106号穴吹塩江線
- 徳島県道199号脇三谷線
- 徳島県道254号田方穴吹線
- 徳島県道256号上蓮小野線
- 徳島県道259号一宇古宮線

## 観光地

### 名所
- 恋人峠
- 剣峡
- 閑定の滝
- 百々の滝
- ブルーヴィラあなぶき
- 穴吹橋
- ラッキー宮殿 - 穴吹町の郵便番号777にちなんで北斗七星の位置に型どり、穴吹町の名所、旧跡の7か所に七年計画でミニ宮殿を建設したもの。
  - 破軍星宮殿、巨門星宮殿、廉貞星宮殿、武曲星宮殿、文曲宮殿、禄存星宮殿、貪狼星宮殿

### 社寺・史跡
- 白人神社
- 中白人神社
- 戸白人神社
- 本楽寺

## 出身者
- 磯村秀人 - 社会人野球選手。
- 緒方広明 - 工学者。京都大学大学院情報学研究科教授。
- 岡本監輔 - 樺太開拓の功労者。日本人として初めて樺太一周に成功。
- 三宅速 - 医学者。アインシュタイン博士の急病を治療するという奇縁からお互いに親交があった。
- 加美一成 - 美馬市長。